# Jonas Åkerlund
Jonas Åkerlund (* 10. listopadu 1965) je švédský bubeník, filmový režisér a autor hudebních klipů.

## Život a kariéra
Åkerlund působil v letech 1983 až 1984 v black metalové skupině Bathory. V roce 1988 režíroval první klip doom metalové skupiny Candlemass. Známým se stal jako hlavní režisér poprockového dua Roxette. V roce 1997 stál jako režisér za uznávaným klipem skupiny The Prodigy Smack My Bitch Up. V roce 1998 pracoval s Madonnou na singlu Ray of light. Od té doby spolupracoval se skupinami jako jsou Metallica, U2, Blink-182, Rammstein nebo také se zpěvačkami Lady Gaga, Christina Aguilera a Britney Spears. V roce 2000 režíroval video Smashing Pumpkins Try, try, try, ze kterého vychází i krátkometrážní film Try. V roce 2002 debutoval jako režisér celovečerního filmu Šňup.
Je dlouholetým spolupracovníkem Madonny. Je režisérem amerického dokumentárního filmu o této zpěvačce I'm going to tell you a secret.
Mezi jeho novější díla patří kontroverzní pornografický klip k písni Pussy od skupiny Rammstein nebo videoklip k singlu Telephone od Lady Gaga.